# Pajajar
Pajajar is een bestuurslaag in het regentschap Majalengka van de provincie West-Java, Indonesië. Pajajar telt 2571 inwoners (volkstelling 2010).